# Wanshan
Der Stadtbezirk Wanshan (万山区,  Wànshān Qū) gehört zur bezirksfreien Stadt Tongren in der chinesischen Provinz Guizhou. Die Fläche beträgt 851,9 Quadratkilometer und die Einwohnerzahl 132.700 (Stand: Ende 2018). Das Gebiet ist bekannt für seine großen Quecksilber- und Zinnober-Vorkommen.
Die Stätte der Quecksilber-Mine von Wanshan (Wanshan gongkuang yizhi) steht seit 2006 auf der Liste der Denkmäler der Volksrepublik China (6-186).